# Fritz Hünenberger
Friedrich Hünenberger, conegut com a Fritz Hünenberger, (Suïssa 14 de març de 1897 - 30 d'agost de 1976) fou un aixecador suís, guanyador de dues medalles olímpiques.
Va participar, als 23 anys, en els Jocs Olímpics d'Estiu de 1920 realitzats a Anvers (Bèlgica), on va aconseguir guanyar la medalla de plata en la prova masculina de pes semipesant (-82.5 kg.), un metall que repetí en els Jocs Olímpics d'Estiu de 1924 realitzats a París (França).